# سزار آلیرتا
سزار آلیرتا (به اسپانیایی: César Alierta) (۵ مهٔ ۱۹۴۵ - ۱۰ ژانویهٔ ۲۰۲۴) بازرگان، کارآفرین و مدیر ارشد اجرایی اسپانیایی بود. او پیش از مرگ به‌عنوان مدیر عامل اجرایی و رییس هیئت مدیره شرکت مخابراتی تلفونیکا فعالیت می‌کرد.